# Fritz Scheller (Politiker)
Fritz Scheller (* 15. Februar 1909 in Lößnitz; † 28. Januar 1992 in Chemnitz) war ein deutscher Politiker (SED).

## Leben
Als Sohn eines Fabrikarbeiters wurde Scheller 1923 Mitglied des Kommunistischen Jugendverbandes Deutschlands, dessen Ortsverband seiner Heimatstadt Lößnitz er vorstand, wo er zeitweise auch als Stadtverordneter wirkte. Ab 1928 gehörte der gelernte Schlosser und Strumpfwirker der KPD an. Während des Dritten Reichs beteiligte er sich aktiv am Widerstand gegen den Nationalsozialismus. Im März 1933 wurde er wegen illegaler kommunistischer Aktivitäten verhaftet und zu vier Jahren Zuchthaus verurteilt. Ab 1942 war er im Zweiten Weltkrieg im Strafbataillon 999 der Wehrmacht eingesetzt und gelangte 1943 in US-amerikanische Kriegsgefangenschaft.
Nach seiner Rückkehr in die Heimat betätigte sich Scheller erneut als Mitglied der KPD, ab 1946 übernahm er Funktionen in der SED und im Staatsapparat der DDR. So betätigte er sich zunächst als Parteisekretär in seiner Heimatstadt Lößnitz, wo er 1947 bis 1948 als Lehrer an der Kreisparteischule wirkte. Anschließend war er bis 1949 2. Vorsitzender und für Wirtschaftsfragen zuständiger Sekretär innerhalb des FDGB-Kreisverbandes Aue, als er zum Kreisbeauftragten für staatliche Kontrolle ernannt wurde. Von 1950 bis 1954 wirkte er als 1. Kreissekretär der SED in Marienberg. Während der zweiten und dritten Wahlperiode (1954 bis 1958) gehörte Scheller der Länderkammer der DDR an; während dieser Zeit fungierte er als Vorsitzender des Rates des Kreises Rochlitz. 
Von 1958 bis 1959 weilte Scheller zu Studienzwecken an der Politischen Hochschule des Zentralkomitees der KPdSU in Moskau. Nach seiner Rückkehr in die DDR wurde er zunächst Stellvertreter des Oberbürgermeisters von Karl-Marx-Stadt, Kurt Berthel, und übernahm nach dessen Tod im Januar 1960 das Amt ganz. Er wurde jedoch bereits im September 1961 von Kurt Müller abgelöst. Von 1961 bis 1963 übernahm er die Stellvertretung des Vorsitzenden des Rates des Bezirks Karl-Marx-Stadt. In der Folge war er Mitglied der Stadtleitung der SED und vor Ort Vorsitzender der Kommission zur Betreuung alter verdienter Parteimitglieder.
Scheller bekam 1959 die Verdienstmedaille der DDR sowie 1984 den Vaterländischen Verdienstorden verliehen.